# Sudipen
Sudipen is een gemeente in de Filipijnse provincie La Union in het noordwesten van het eiland Luzon. Bij de laatste census in 2007 had de gemeente bijna 16 duizend inwoners.

## Geografie

### Bestuurlijke indeling
Sudipen is onderverdeeld in de volgende 17 barangays:
| - Bigbiga - Castro - Duplas - Ipet - Ilocano - Maliclico - Old Central - Namaltugan - Poblacion | - Porporiket - San Francisco Norte - San Francisco Sur - San Jose - Sengngat - Turod - Up-uplas - Bulalaan |

## Demografie
Sudipen had bij de census van 2007 een inwoneraantal van 15.949 mensen. Dit zijn 850 mensen (5,6%) meer dan bij de vorige census van 2000. De gemiddelde jaarlijkse groei komt daarmee uit op 0,76%, hetgeen lager is dan het landelijk jaarlijks gemiddelde over deze periode (2,04%).